# La Calotterie
La Calotterie ist eine französische Gemeinde im Département Pas-de-Calais in der Region Hauts-de-France (vor 2016 Nord-Pas-de-Calais). Sie gehört zum Kanton Berck im Arrondissement Montreuil.

## Lage
Die Gemeinde La Calotterie liegt an der unteren Canche, zwei Kilometer nordwestlich von Montreuil-sur-Mer und acht Kilometer südöstlich der Küstenstadt Étaples. Sie grenzt im Norden an Beutin, im Nordosten an Attin, im Südosten an La Madelaine-sous-Montreuil, im Süden an Sorrus, im Westen an Saint-Josse sowie im Nordwesten an Bréxent-Énocq.

## Geschichte
Auf dem heutigen Gemeindegebiet befand sich bis zum 10. Jahrhundert der wichtigste fränkische Hafen Nordfrankreichs und eine der bedeutendsten Münzprägestätten der westfränkischen Herrscher: Quentovic. In „Loco Quartensi“ lebten nach mittelalterlichen Kopien früherer nicht im Original erhaltener Notizen schon in den Jahren 425–430 Menschen (NotDignOcc. 038). Ein Privileg zur Münzprägung soll schon im Jahr 624 erteilt worden sein (D_Mer_027). Münzen wurden hier hauptsächlich in den Jahren 752–768 und 814–840 geprägt (Gariel III, 051fff. u. XVIII, 099fff.). Die Münzprivilegien beurkundeten 779 Karl I. (D_Kar_I, 122), 831 Ludwig der Fromme (Reg.Imp.I,1,890 = BM 0890) und 844 Karl II. der Kahle (D_Charles_II, 058). Das Kapitular von 864 nennt „Quentovicus“ als eine der drei wichtigsten Münzstätten der Frankenreiche (Capit_2, 273, alle Quellen in „Regnum Francorum online“). Der heutige Ort erscheint erst im Jahr 1042 als „Longum Pratum“. Ab 1209 wird der Ort als „Calotterie“ bezeichnet; den heute üblichen Namen „La Calotterie“ trägt er erst seit 1793 (De Loisne, Dict. top. du Dep. de Pas-de-Calais).

## Bevölkerungsentwicklung
| Jahr                       | 1962 | 1968 | 1975 | 1982 | 1990 | 1999 | 2006 | 2015 | 2022 |
| -------------------------- | ---- | ---- | ---- | ---- | ---- | ---- | ---- | ---- | ---- |
| Einwohner                  | 355  | 332  | 357  | 401  | 550  | 559  | 600  | 649  | 586  |
| Quellen: Cassini und INSEE |      |      |      |      |      |      |      |      |      |

## Sehenswürdigkeiten

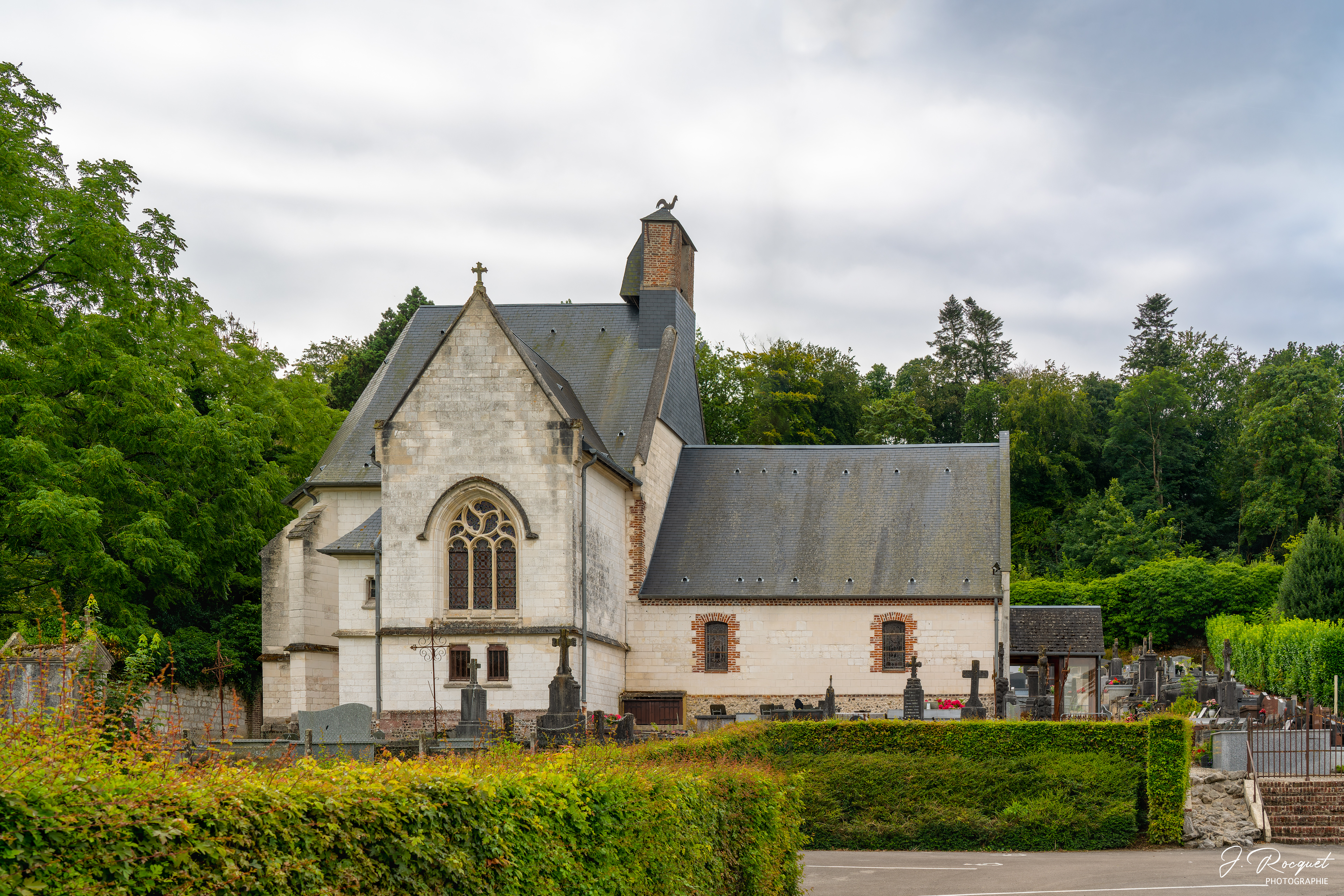
Kirche Saint-Firmin
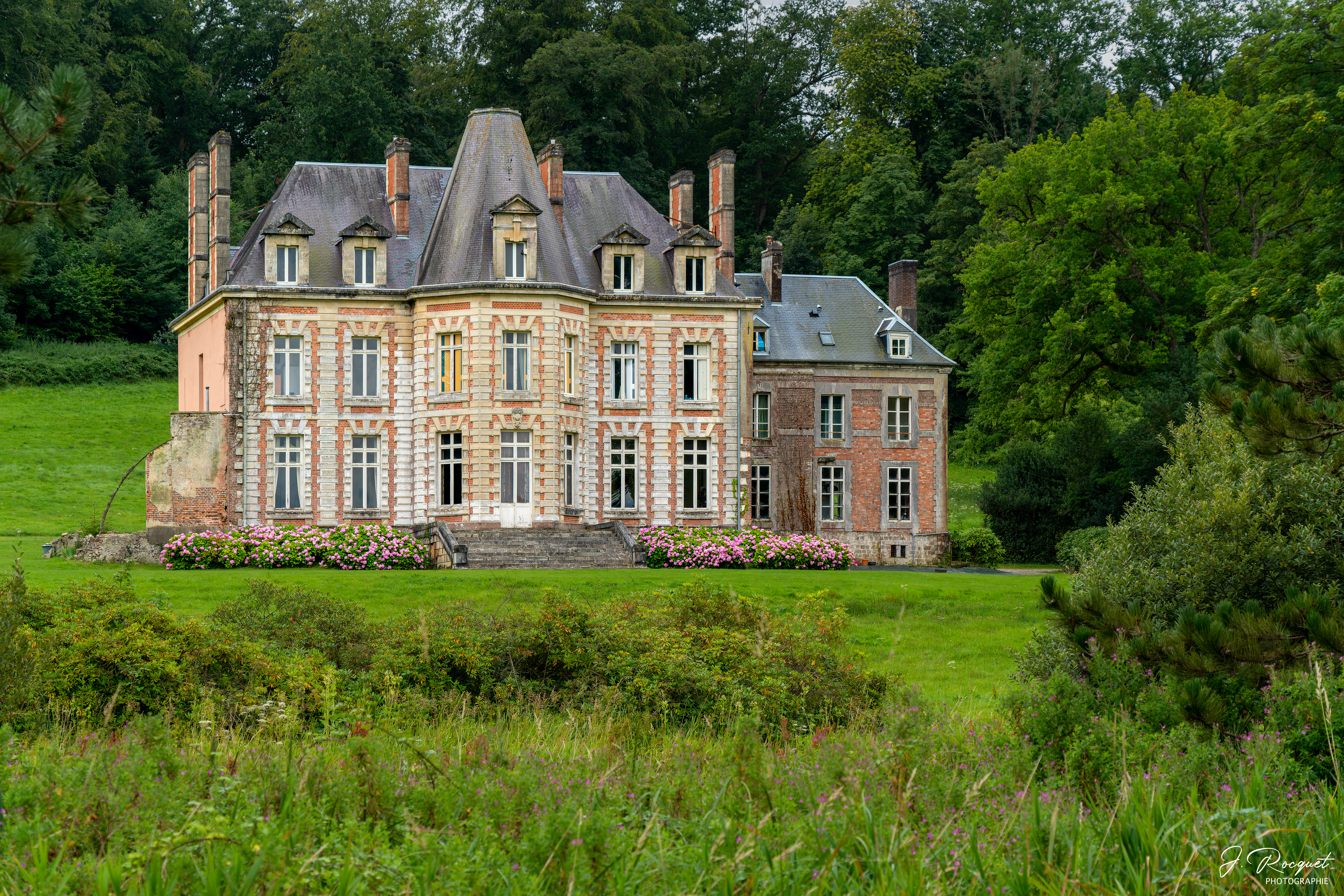
Schloss La Calotterie
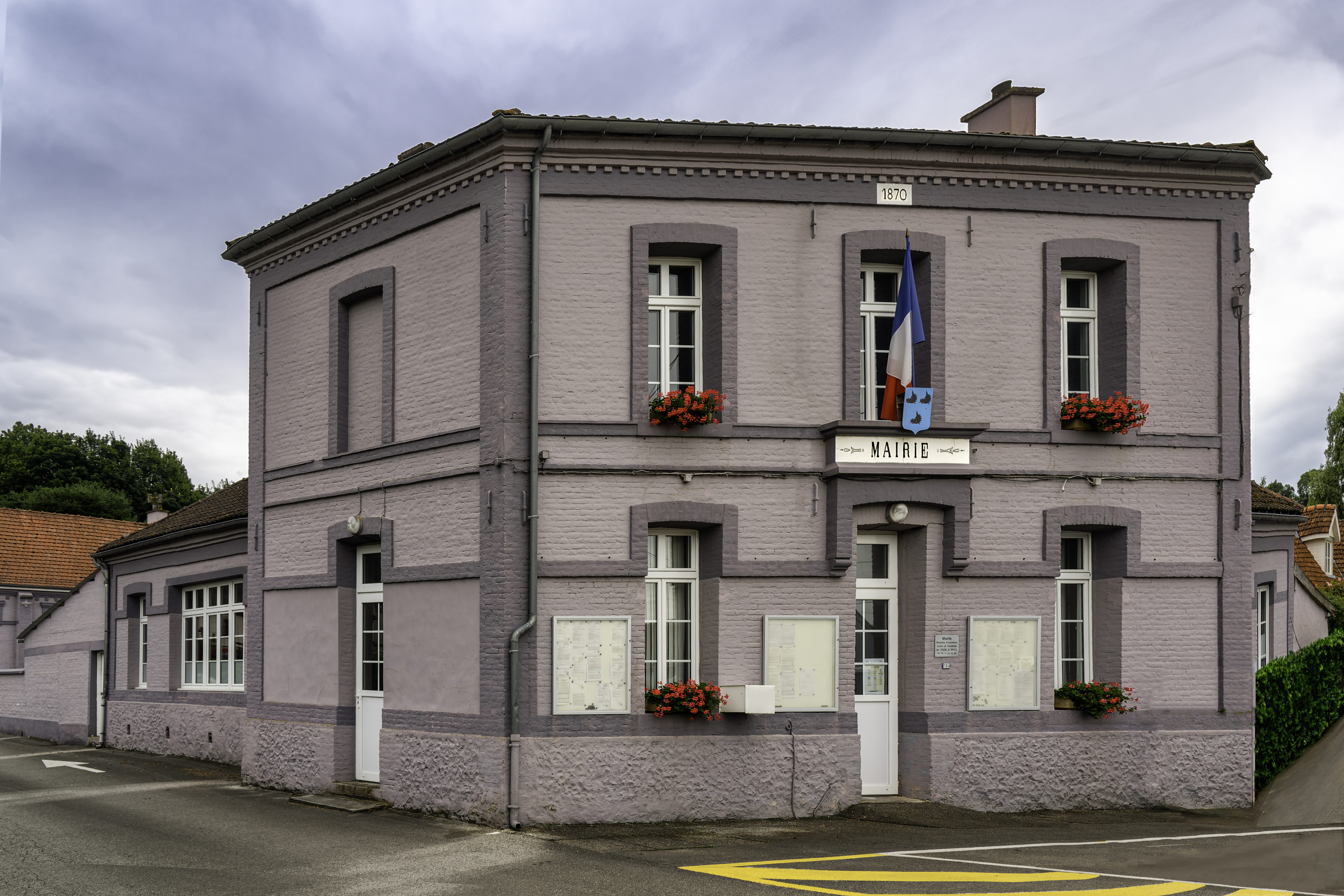
Mairie
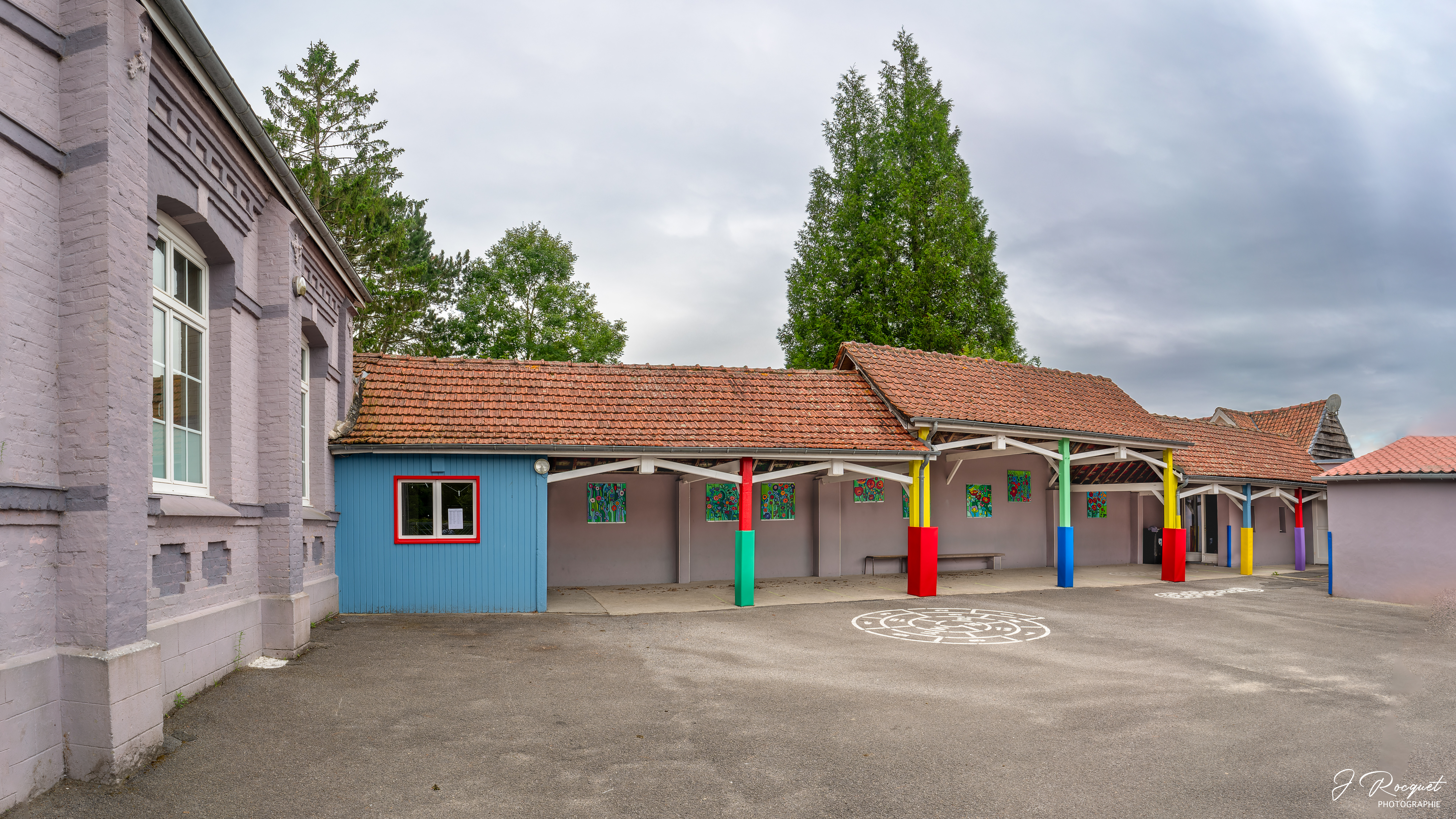
Schule
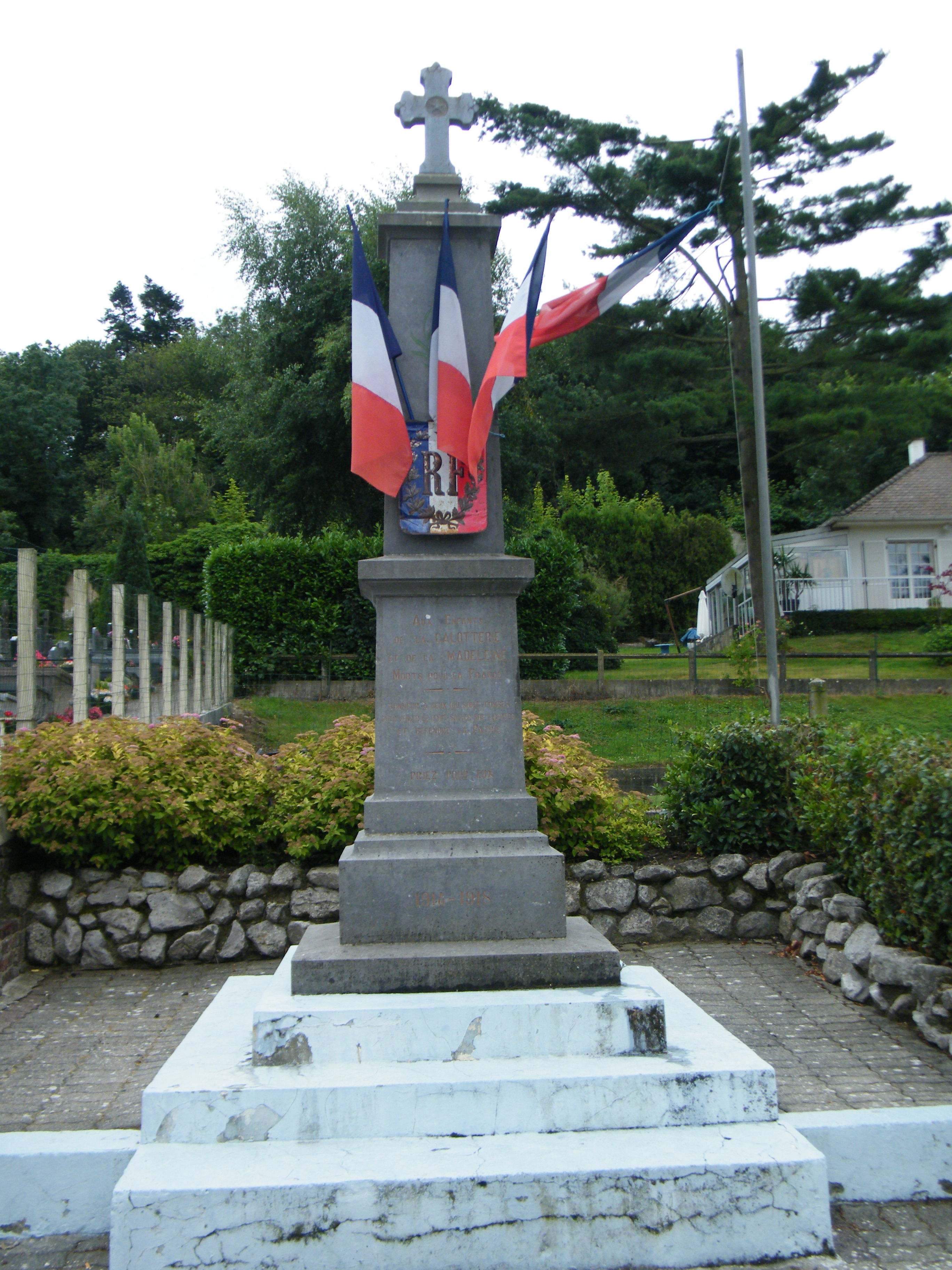
Gefallenendenkmal

- Schloss Monthuis

- Kirche Saint-Firmin
- Schloss La Calotterie
- Mairie
- Schule
- Gefallenendenkmal